# Cratere Bar
Bar  è un cratere sulla superficie di Marte.